# أوتو يونسون
أوتو يونسون (بالسويدية: Isak Jönsson)‏ هو لاعب كرة قدم سويدي في مركز الدفاع، ولد في 11 يناير 1999 في السويد. لعب مع نادي تريليبورج ‏.

## وصلات خارجية
- أوتو يونسون على موقع اتحاد النرويج (النرويجية)
- أوتو يونسون على موقع اتحاد السويد (السويدية)
- أوتو يونسون على موقع قاعدة بيانات كرة القدم.إي يو (الإنجليزية)
- أوتو يونسون على موقع Soccerway.com (الإنجليزية)